# مدوزلندز (پنسیلوانیا)
مدوزلندز (به انگلیسی: Meadowlands) یک منطقهٔ مسکونی در ایالات متحده آمریکا است که در شهرستان واشینگتن، پنسیلوانیا واقع شده‌است. مدوزلندز ۸۲۲ نفر جمعیت دارد.